# Reevesia lofouensis
Reevesia lofouensis là một loài thực vật có hoa trong họ Cẩm quỳ. Loài này được Chun & H.H. Hsue miêu tả khoa học đầu tiên năm 1947.